# Día Europeo de las Víctimas del Terrorismo

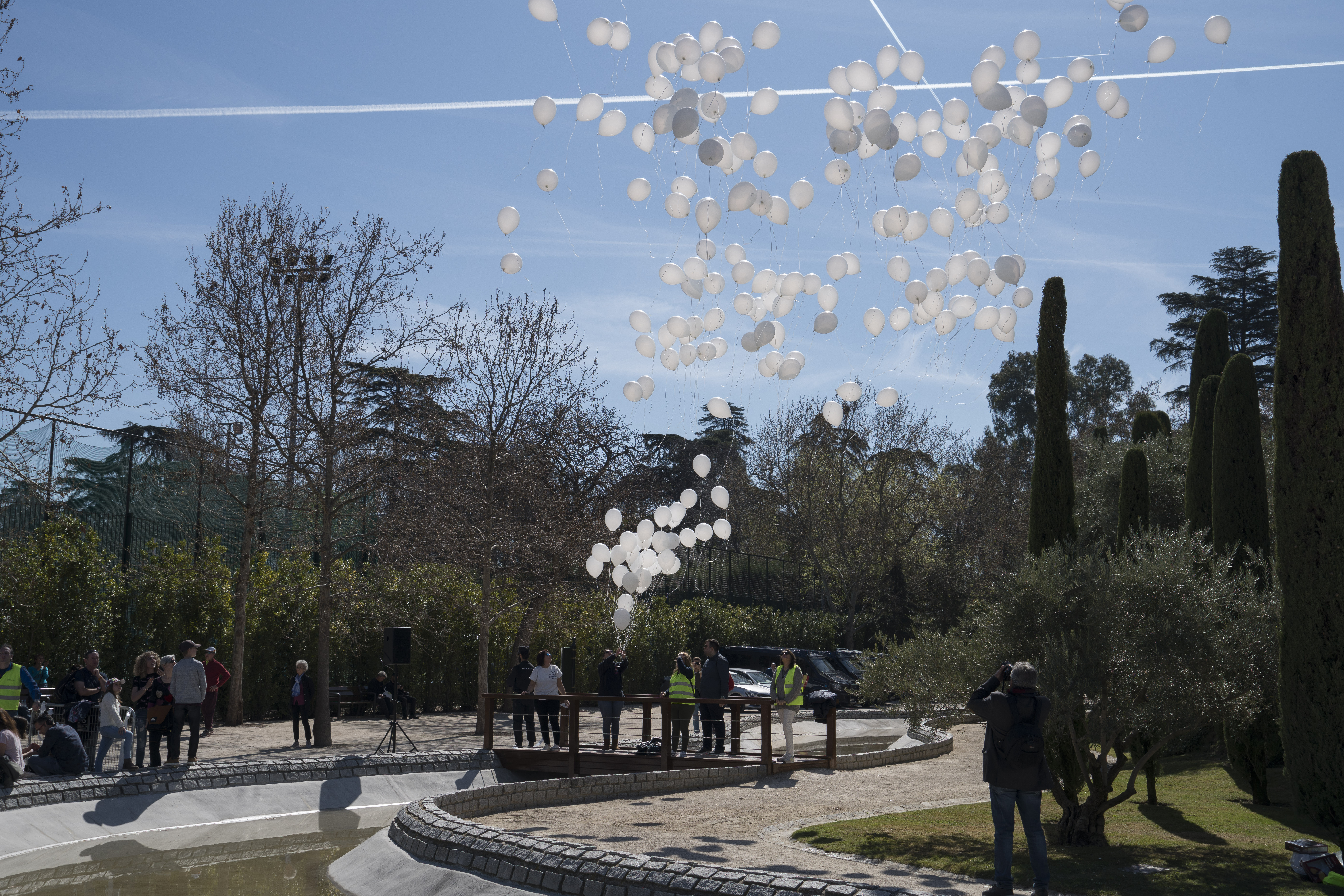
Homenaje a las víctimas del 11M en el Bosque del Recuerdo, Madrid 2020

El Día Europeo en Recuerdo/Memoria de las Víctimas del Terrorismo es un día oficial a escala europea que conmemora a las víctimas del terrorismo que hayan sufrido daños causados por atentados terroristas cometidos en la Unión Europea. El 11 de marzo de 2004, el Parlamento Europeo votó una Resolución, cuyo punto 6 dice lo siguiente: «Declara su apoyo y su solidaridad con las víctimas del Terrorismo y sus familiares, así como con las organizaciones y colectivos que los amparan; por ello, recomienda que la Unión Europea tome la iniciativa a escala mundial para instituir un Día Internacional de las Víctimas del Terrorismo y, en éste sentido, pide a la Comisión que transmita al Consejo de Justicia y Asuntos de Interior la propuesta de fijar de inmediato un día europeo en memoria y recuerdo a las víctimas del terrorismo, y propone la fecha del 11 de marzo para su celebración».
El 25 de marzo del mismo año, el Consejo Europeo aprobó explícitamente esta propuesta del Parlamento Europeo, con lo cual el 11 de marzo quedó instituido como el “Día Europeo en Recuerdo/Memoria de las Víctimas del Terrorismo”. 
En consecuencia, este día se celebra un "Día de" europeo que aspira a ser "Internacional" o "Mundial".  
Sin embargo: 
1. La conmemoración de esta fecha en las instituciones europeas nunca ha tenido una gran proyección.
2. Aparentemente no se ha hecho nada para que esta fecha se celebrase de modo adecuado en las 27 capitales de los Estados miembros, además de las instituciones europeas.
3. No consta ninguna información de que la UE o los Estados miembros han iniciado gestiones políticas y diplomáticas para que esta fecha se instituya a escala mundial, concretamente mediante una decisión de Naciones Unidas.

### Véase
La Comisión Europea consigue aprobar las siguientes acciones:
- Directiva 2012/29/UE Sobre los derechos de las víctimas
- Directiva 2017/541/UE Relativa a la lucha contra el terrorismo
- Centro Europeo de Asesoramiento para las Víctimas del Terrorismo
- Estrategia de la Unión sobre los derechos de las víctimas (2020-2025)
- Red Europea de Asociaciones de Víctimas del Terrorismo
- Estrategia de la Unión sobre Seguridad